# أليكسا بوبوفيتش
أليكسا بوبوفيتش مواليد 31 يوليو 1987 في بودغوريتسا، جمهورية يوغوسلافيا الاشتراكية الاتحادية، هو لاعب كرة سلة مونتينيغري. بدأ مسيرته الاحترافية في سنة 2009. لعب مع نادي بودوشنوست لكرة السلة في الدوري المونتينيغري لكرة السلة ونادي سولنوكي أولاي لكرة السلة في الدوري المجري لكرة السلة.

## روابط خارجية
- أليكسا بوبوفيتش على موقع الاتحاد الدولي لكرة السلة (الإنجليزية)
- أليكسا بوبوفيتش على موقع كرة السلة الأوروبية.كوم (الإنجليزية)
- أليكسا بوبوفيتش على موقع ريلجم (الإنجليزية)
- أليكسا بوبوفيتش على موقع بروبوليرز (الإنجليزية)
- أليكسا بوبوفيتش على موقع سبورتس رفرنس (الإنجليزية)